# Cajun Field
Le Cajun Field est un stade de football américain de 41 426 places situé à Lafayette dans l'État de la Louisiane aux États-Unis.
L'équipe de football américain universitaire des Ragin' Cajuns de Louisiane évolue dans cette enceinte inaugurée en 1971 qui comptait alors 26 000 places.

## Événements
- New Orleans Bowl de 2005 (en raison des dégâts occasionnés par l'Ouragan Katrina sur le Caesars Superdome de La Nouvelle-Orléans)